# Veronika Stepanova
Veronika Sergeevna Stepanova (in russo Вероника Сергеевна Степанова?; Elizovo, 4 gennaio 2001) è una fondista russa, campionessa olimpica nella staffetta a Pechino 2022.

## Biografia
Attiva dal novembre del 2017, la Stepanova ai Mondiali juniores di Lahti 2019 ha vinto la medaglia d'argento nella staffetta e a quelli di Lahti/Vuokatti 2021 la medaglia d'oro nella 5 km e nuovamente quella d'argento nella staffetta. In Coppa del Mondo ha esordito il 13 marzo 2021 in Engadina in una 10 km a tecnica classica con partenza in linea (40ª) e ha conquistato la prima vittoria, nonché primo podio, il 5 dicembre dello stesso anno a Lillehammer in staffetta; l'anno dopo ai XXIV Giochi olimpici invernali di Pechino 2022, suo esordio olimpico, ha vinto la medaglia d'oro nella staffetta e si è piazzata 7ª nella sprint. Non ha preso parte a rassegne iridate.

## Palmarès

### Olimpiadi
- 1 medaglia:
  - 1 oro (staffetta a Pechino 2022)

### Mondiali juniores
- 3 medaglie:
  - 1 oro (5 km a Lahti/Vuokatti 2021)
  - 2 argenti (staffetta a Lahti 2019; staffetta a Lahti/Vuokatti 2021)

### Coppa del Mondo
- Miglior piazzamento in classifica generale: 60ª nel 2022
- 1 podio (a squadre):
  - 1 vittoria

#### Coppa del Mondo - vittorie
| Data            | Località    | Nazione  | Spec.                                                                |
| --------------- | ----------- | -------- | -------------------------------------------------------------------- |
| 5 dicembre 2021 | Lillehammer | Norvegia | 4x5 km (con Julija Belorukova, Natal'ja Neprjaeva e Tat'jana Sorina) |